# Gibó de galtes grogues
El gibó de galtes grogues (Nomascus gabriellae) és un primat de la família dels gibons (Hylobatidae).
Mesura uns 60 cm de llargada i pesa uns 7 kg. A diferència d'altres espècies de gibons, en el gibó de galtes grogues les femelles són una mica més petites que els mascles. Com totes les espècies del gènere Nomascus, presenta un marcat dimorfisme sexual en el color del pelatge. Els mascles són majoritàriament negres, amb les galtes de color groc-marró, mentre que les femelles són de color marró-roig, amb una taca fosca al cim del cap.